# Berkaszat
Berkaszat – wieś w Armenii, w prowincji Armawir. W 2011 roku liczyła 520 mieszkańców.